# HD 1461
HD 1461は、くじら座の方角に地球から約76光年の位置にある、太陽より若干大きいG型主系列星である。

## 特徴
| 太陽 | HD 1461   |
| ---- | --------- |
| 太陽 | Exoplanet |

質量と半径が太陽よりわずかに大きいが、基本的には太陽に非常によく似た特徴を持つ。但し、金属量だけは別で、太陽に比べて多い。当初は、金属量の目安となる鉄と水素の存在比[Fe/H]が、+0.4（太陽の約2.5倍）とされ、しかも全ての種類の金属が同じように存在比が高く、「金属過剰星（Super metal-rich star）」の典型とされた。その後の観測では金属量は[Fe/H]=+0.19と見積もられ、金属量が多いものの、金属過剰星の基準には達していないとされる。

## 惑星系
2009年12月14日、HD 1461の周囲を少なくとも1つの太陽系外惑星が、約5.8日周期で公転していると公表された。この惑星HD 1461 bは、ケック望遠鏡によって視線速度を詳細に観測することで発見され、推定質量からスーパー・アースと考えられる。観測データは更に、公転周期がおよそ450日と5,000日の2つの惑星が、HD 1461の周囲に存在する可能性を示唆したが、誤差との切り分けが難しい微弱な信号で、本当に惑星の存在によるものか疑問が持たれた。
2016年1月、ラ・シヤ天文台の3.6m望遠鏡による系外惑星観測プロジェクトがHD 1461を詳細に観測し、公転周期が約13.5日の、惑星bとは別のスーパー・アースとみられる惑星を発見したと報告された。惑星bの発見時に指摘されていた、より大きい惑星の存在については確認できていない。
| 名称 （恒星に近い順） | 質量             | 軌道長半径 （天文単位） | 公転周期 (日)     | 軌道離心率 | 軌道傾斜角 | 半径      |
| --------------------- | ---------------- | ----------------------- | ----------------- | ---------- | ---------- | --------- |
| b                     | ≥ 6.44 ± 0.61 M⊕ | 0.0634 ± 0.0022         | 5.77152 ± 0.00045 | < 0.172    | —          | 3.0579 R⊕ |
| c                     | ≥ 5.59 ± 0.73 M⊕ | 0.1117 ± 0.0039         | 13.5052 ± 0.0029  | < 0.305    | —          | 2.9158 R⊕ |